# Arhitect

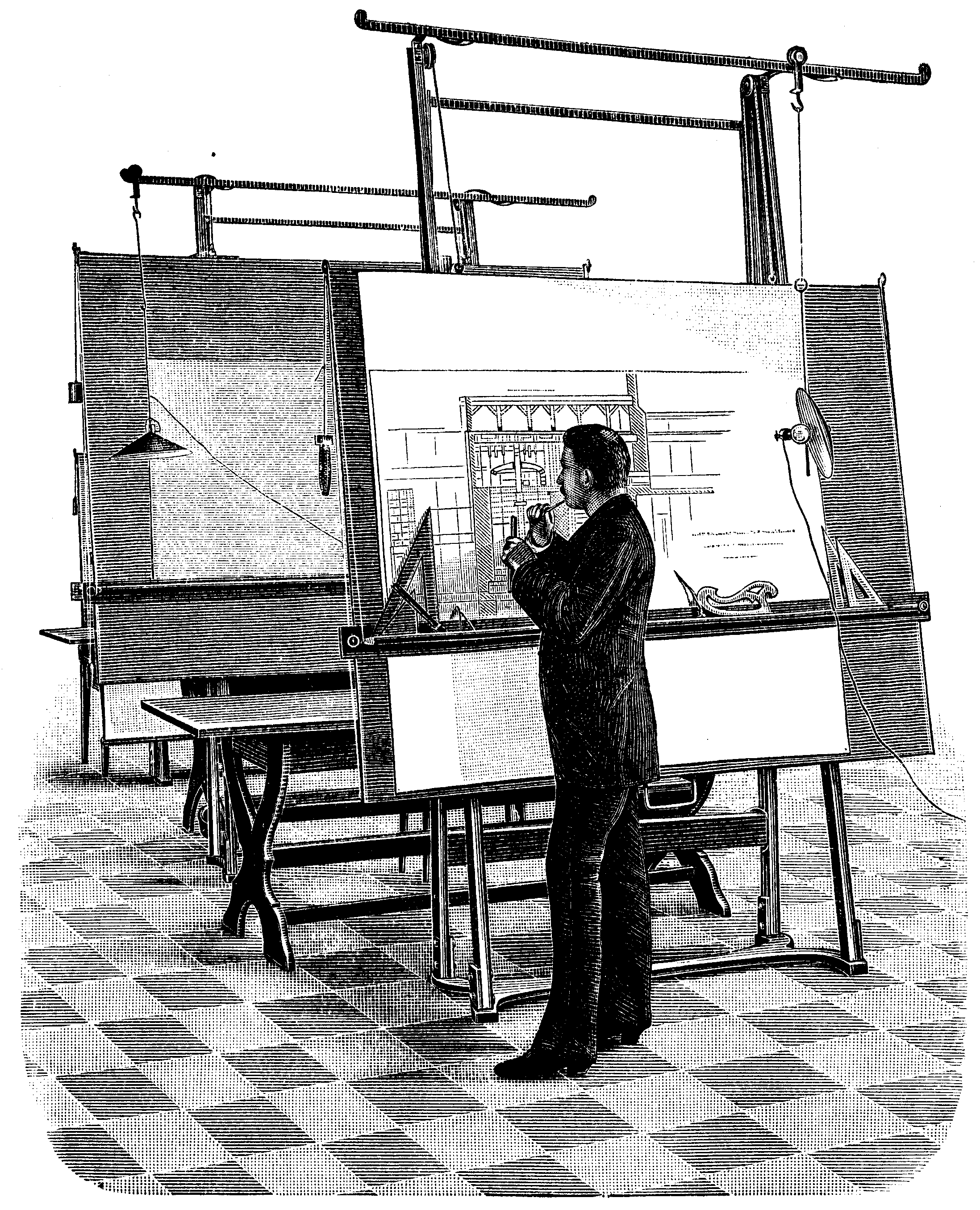
Arhitect într-o reprezentare grafică din 25 mai 1893, din revista norvegiană Teknisk Ukeblad.

Un arhitect este o persoană care se ocupă de proiectarea, design-ul și controlul calității unei clădiri.
Cuvântul „arhitect” provine din latinescul „architectus”, care derivă din grecescul arkhitekton ( arkhi= șef + tekton = constructor).
În sens larg, arhitectul este persoana care traduce nevoile omului în realitate, prin construcție. Un arhitect trebuie să cunoască neapărat legile de construcție pe care trebuie să le aplice și să se conformeze. Un anume grad de cunoaștere este necesar pentru a nu omite necesități elementare și să nu se creeze ambiguitate, confuzie. Arhitecții trebuie să înțeleagă diferitele soluții propuse de constructor sau de beneficiar astfel încât să aleagă cea mai bună cale de a realiza clădirea. 
Arhitectul este omul de legătură dintre beneficiar, constructor, ofertanții de tehnologii și materiale, și diverși specialiști care sunt implicați în realizarea unei construcții. Dintre acești specialiști se pot enumera inginerul de rezistență, inginerul de instalații sanitare și termice, inginerul de instalații electrice, inginerul cu încălzirea și răcirea ventilatoarelor (HVAC), inginerul topometrist, inginerul geodez. Arhitectul, dincolo de latura creativă și imaginativă, trebuie să țină sub control și să administreze toate detaliile fără însă a le cunoaște în mod obligatoriu. Arhitectul trebuie să fie un bun manager.
Pentru realizarea și dezvoltarea clădirilor, evaluarea riscurilor la incendiu, respectiv siguranța vieții și protecția proprietății, arhitecții sunt asistați de inginerii de pompieri.
Există și alte  persoane implicate într-o mai mică măsură în proiectarea și construcția unei clădiri, acestea fiind urbaniștii.
Arhitecții proiectează sau iau decizii care influențează siguranța unei construcții. Arhitecții sunt obligați să aibă un titlu universitar și o perioada de stagiatură pentru a obține licența de liberă practică în această meserie. Condițiile necesare pentru a putea practica arhitectura diferă de la o țară la alta. Pentru a deveni arhitect trebuie să ai răbdare în primul rând. Visul oricărui arhitect este cel de a face  case eficiente  chiar dacă  beneficiarii  doresc  case foarte mari. 
Cel mai important premiul pe care îl poate primi un arhitect în viață este Premiul Pritzker, acesta fiind echivalentul Premiului Nobel în arhitectură. Alte distincții pentru excelență în arhitectură sunt oferite de diferite asociații profesionale, precum American Institue of Architects and Royal Institue of British Architects. Alte premii prestigioase sunt: Alvar Aalto Medal (Finlanda) și premiul Carlsberg Architecture Prize în (Danemarca). 
Există arhitecți care nu construiesc, dar își limitează activitatea la proiecte academice care servesc la aprofundarea studiului arhitecturii. De curând, arhitecții s-au specializat în designul comercial, industrial, inovator sau în facilități rezidențiale.

## Origini
De-a lungul istoriei antice și medievale, cea mai mare parte a designului și construcției arhitecturale a fost realizată de artizani - cum ar fi zidarii de piatră și dulgherii, care se ridică la rolul de constructor-șef. Până în prezent nu exista o distincție clară între arhitect și inginer. În Europa, titlurile de arhitect și inginer erau în principal variații geografice care se refereau la aceeași persoană, adesea folosite interschimbabil.

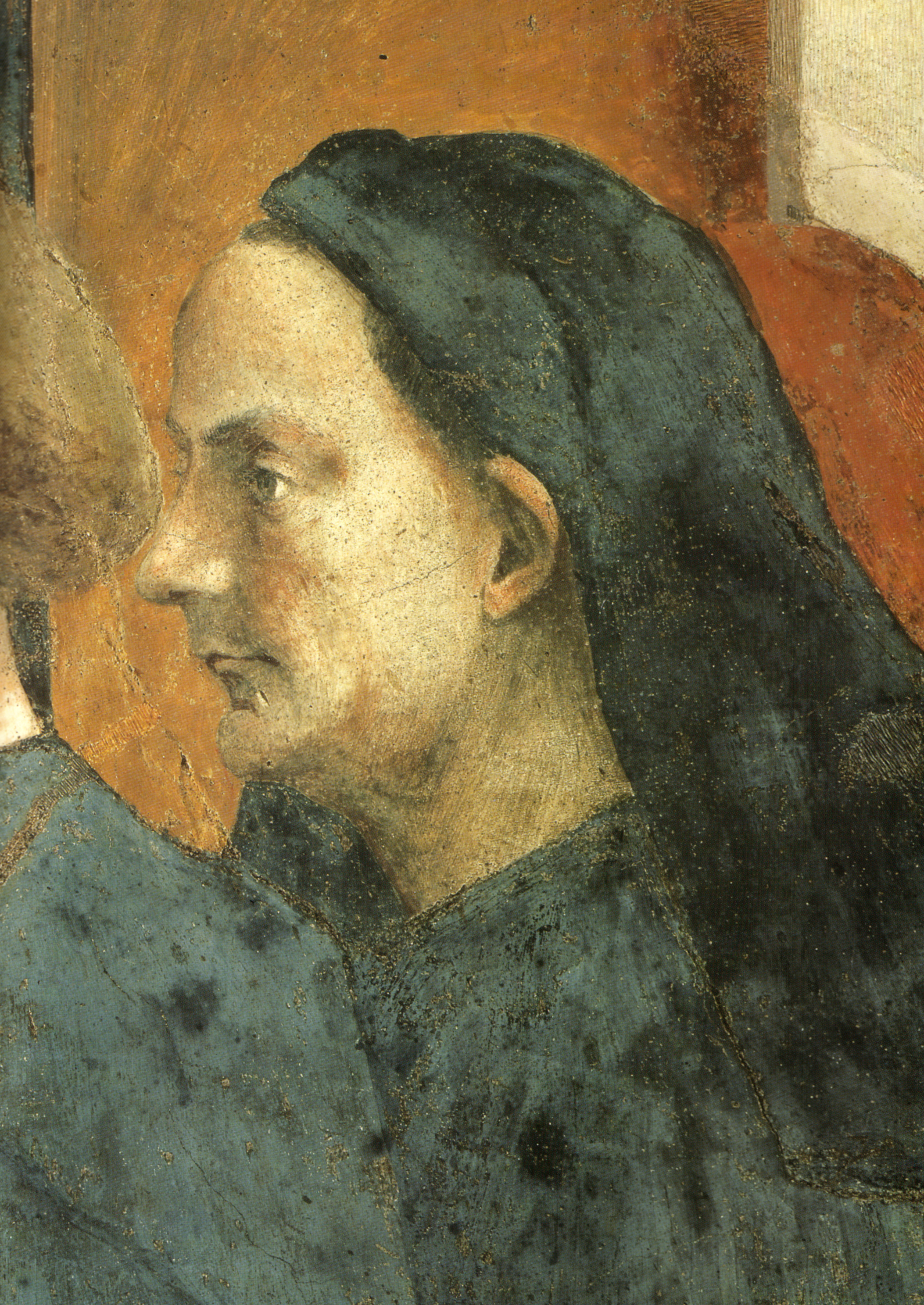
Filippo Brunelleschi este venerat ca unul dintre cei mai inventivi și talentați arhitecți din istorie.

Se sugerează că diferite evoluții în tehnologie și matematică au permis dezvoltarea "domnului" arhitect profesionist, separat de practicantul meșter. Hârtia nu a fost folosită în Europa pentru a desena până în secolul al XV-lea, dar a devenit din ce în ce mai disponibilă după 1500. Creioane au fost folosite mai des pentru a desena până în 1600. Disponibilitatea ambelor au permis ca desenele pentru construcție să fie făcute de profesioniști. În același timp, introducerea unei perspective liniare și a unor inovații, cum ar fi utilizarea diferitelor proiecții pentru a descrie o clădire tridimensională în două dimensiuni, împreună cu o înțelegere sporită a preciziei dimensionale, au ajutat constructorii să-și comunice ideile. Cu toate acestea, dezvoltarea a fost graduală. Până în secolul al XVIII-lea clădirile au continuat să fie proiectate și amenajate de meșteri, cu excepția proiectelor de înaltă calitate.